# 死核
死核（英語：Deathcore）也作死蕊，是一种极端金属的融合类型，将死亡金屬音樂与金屬蕊（有时也有硬核朋克）的特点合二为一。它使用了死亡金属的固定音型和blast beat，以及金属核的分解联奏。死核在美國西南部尤为流行，尤其是乐队、音乐节众多的亞利桑那州和南加利福尼亞州两地。